# 吉田たすく

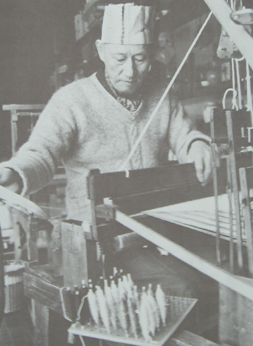
吉田たすく 織物

吉田 たすく（吉田祐よしだ たすく、大正11年（1922年）4月9日 - 昭和62年（1987年）7月3日）は日本の染織家・絣紬研究家。廃れていた「組織織（そしきおり）」「風通織（ふうつうおり）」の研究・試織を繰り返し、復元した。風通織に新しい工夫を取り入れ「たすく織 綾綴織（あやつづれおり）を考案。難しい織りを初心者でも分かりやすい『紬と絣の技法入門』として刊行する。昭和32年（1957年）・第37回新匠工芸会展で着物「水面秋色」を発表し稲垣賞を受賞。新匠工芸会会員。鳥取県伝統工芸士。

## 生い立ち
鳥取県倉吉市広瀬町の開業医、伊藤琢郎・久代の子として生まれる。8人兄弟の6男。旧制鳥取県立倉吉中学校（現・鳥取県立倉吉東高等学校）卒業、研数専門学校物理科入学。
1945年、研数専門学校を卒業し帰郷した吉田は、倉吉の芸術文化の中心であった「砂丘社」に加わり、芸術家たちと親交を深めた。吉田は砂丘社に所属する若い芸術家や長谷川富三郎らと「創作郷土玩具発表会」を開いた。この発表会は戦後の倉吉の人たちの心を慰めた。当時、大阪から倉吉に疎開していた日本画家・菅楯彦も立ち寄り、数点購入している。
伊藤家へたびたび訪れていた版画家・長谷川富三郎は、教員となり倉吉に赴任したとき、しばらく伊藤家に寄宿しており、懇意にしていた。長谷川は砂丘社に所属し、活動する中で民藝運動に触発され、河井寛次郎を師と仰ぎ、棟方志功を兄弟子として慕うようになる。当初、長谷川は油絵を描いていたが、棟方志功の勧めで版画家になる。
兄・伊藤宝城や砂丘社、長谷川らの影響で民藝運動に参加した吉田は、特に染織、陶芸を好み、特に河井寛次郎を尊敬していた。また、戦後に棟方志功が倉吉を訪問した際は、実家の伊藤家で度々歓談している。この頃、版画家で民藝運動に携わっていた長谷川富三郎のもとを度々訪問している。
1946年6月、長谷川の媒酌により吉田佐久子と結婚。吉田家の婿養子となる。終戦後、GHQの指揮の下、日本政府によって行われた農地解放・宅地解放などにより、多くの借家を持っていた吉田家・伊藤家もそれらを失い、新婚早々、夫婦の生活は困窮する。
佐久子と結婚したあと、倉吉市東仲町に「諸国民芸の店 - 風土」を開く。店には柳宗悦、河井寛次郎、浜田庄司達の指導した湯町や牛の戸などの器や諸国の民芸品、地元の若手芸術家が持っていた品の他、近くの窯場で吉田が絵付けをしたものが並んだ。
民芸品店を営む中で、絣や貴重な風通織の布、裂も集まり、吉田は織物への関心を深める。地元の宍戸実治に勧められ木綿絣を、吉田正の母に高機の指導を受け、機織りを始める。昼間は民芸品店を営み、夜は織物を制作する。翌年、国画会工芸部に織物を出品し、その後も数年間出品する。昭和25年（1950年）、吉田は倉吉町立西中学校の教師となり、夜遅くまで機織りをする日々が続く。

## 風通織
江戸末期に始まった倉吉絣は、明治になって盛んに織られ、その当時倉吉地方の各家庭では自宅で使う木綿の着尺や布団生地はどれも、家の女手で織られた。
倉吉の娘は皆機（はた）を習った。器用な娘は平織りの絣とは違った織物「絵絣」「そしき織」「風通織」を織った。段々複雑なものが増えるに従い、「縞帳」（自分の織る織物の参考に柄を集めて帳面に貼ったもの）には縞より絵絣が目立つようになっていった。絵絣は字のごとく絵のような絣で松、竹、梅、鶴、亀、大黒や、様々な自然物、器具、字などを柄に取り入れたもので、上手なものはまさに手で書いたような織物あった。
明治初年頃稲を扱く稲扱き千刃（いなこきせんば）が倉吉で開発され、西日本を中心に全国に広まっていったがその稲扱千刃の行商人によって倉吉の絵絣は、全国へ広まっていったのである。その柄の巧みさで各地でもてはやされ、より複雑なものほど高価に売れた。そして更に複雑な織物をめざすようになっていく。これが倉吉の女達の貴重な内職収入源ともなった。
織機は縦糸を上げたり下げたりしてその間に横糸を通して織っていくのであるが、その上げ下げする器具を綜絖（そうこう）といい、2枚使うものが平織りとなり、綜絖が多くなるほど複雑な織物が織れる。
倉吉では平織りの二枚綜絖でなく四枚綜絖で平織りでは出来ない綾織り、浮き織など様々な紋織りや浮き柄の地紋があらわれ、秋田織、八反織、一楽織、星七子織、鎖織、四目織等の名が残っている。中には六枚綜絖、更に高級な十枚綜絖の組織織（そしきおり）も織られるようになった。このような織物を総称して風通織といった。
風通織は表裏別の糸を使い二重組織で織られ、表裏の糸が入れ替わり、交差しているところ以外袋状になっているのが特徴である。一般的に平織りしか織られていなかった時代に複雑な織物は大きな驚きであった。中でも不思議な織り方をする風通織に対しては憧れと畏敬の念をもたれたのである。面倒な組織織は誰でも織れるものではなく、ごく限られた人たちに織継がれていったが、その中の更にごく一部の人により織り方をつたえる伝書が書かれた。
しかし大正時代になると手織りは工業生産に押されるようになり、また、倉吉絣はその柄が手で書いたように高度であったため機械化をすることも出来なかったために絣の仕事は消えていったのである。倉吉地方で誇らしく織られた風通織は、古い家の片隅か、小裂の布として残っているだけとなっていった。

## 織物の伝書
吉田は残された小裂きの風通織や、絣が持つ奥深い美しさに魅力され、これらの再現に取り組む。また、現代の生活に合った新しい絣、新しい織物の制作も始める。1955年頃、倉吉の旧家に辛うじて残っていた数冊の織物の伝書を入手する。伝書の中には落丁、虫食い、判読不能、ページが捲れないものもあった。1969年頃、吉田の染織に対する姿勢に共感した東大寺の清水公照大僧正より「不染」の号を名付けられた。また、「おらずやのたすく」とも呼ばれた。1987年7月3日、食道癌のため東京国立がんセンターにて逝去。清水公照より戒名「天心院梶葉祐光不染居士」を授けられた。
研究・指導
たすくは倉吉市立西中学校、倉吉市立久米中学校、大栄町立大栄中学校などで美術を教えているが、中学校の美術の教諭で、織物の教育を始めた最初の人物である。生徒にはタピストリー作家・麻生三和子や漫画家・青山剛昌などがいる。
吉田の染織技術・作品により、絣を織りたいと思う人々は増加した。吉田の「綾つづれ織」は三男の吉田公之介に受け継がれている。公之介は2004年、鳥取県伝統工芸士に認定され、2006年には父と同じく新匠工芸会会員となった。約20年の歳月を費やして伝書を解読し、四枚綜絖・八枚綜絖・風通織などを実際に制作した。それらをまとめ、『倉吉地方明治中期 そ志き織と風通織』として刊行する。1981年放送のNHK『新日本紀行』「絣の似合う町 倉吉」では、吉田と公之介が出演。2005年に放送されたNHK『新日本紀行ふたたび』でも、在りし日の吉田と公之介が再び出演している。
この頃に見つかった伝書
- 「高機織方覚（たかはたおりかたおぼえ）」和綴じ 表紙とも21枚 1903年10月
- 「風通織糸見本」和綴じ 表紙とも12枚 1904年3月
- 「四枚径縞の心へ」和綴じ 表紙とも30枚 1904年4月
- 「八枚径織方、拾枚径織方、八枚径絣織方伝授書」25枚一部落丁 1907年3月
- 「風通飛白全」画用紙 ばら 10数枚
- 表紙落丁の書 和綴じ 年月日不明

これらを苦心の末、具体的な織りと組織図等をまとめ、「倉吉地方明治中期 そ志き織と風通織」として完全版で発刊できたのは一周忌であった。

## 年譜

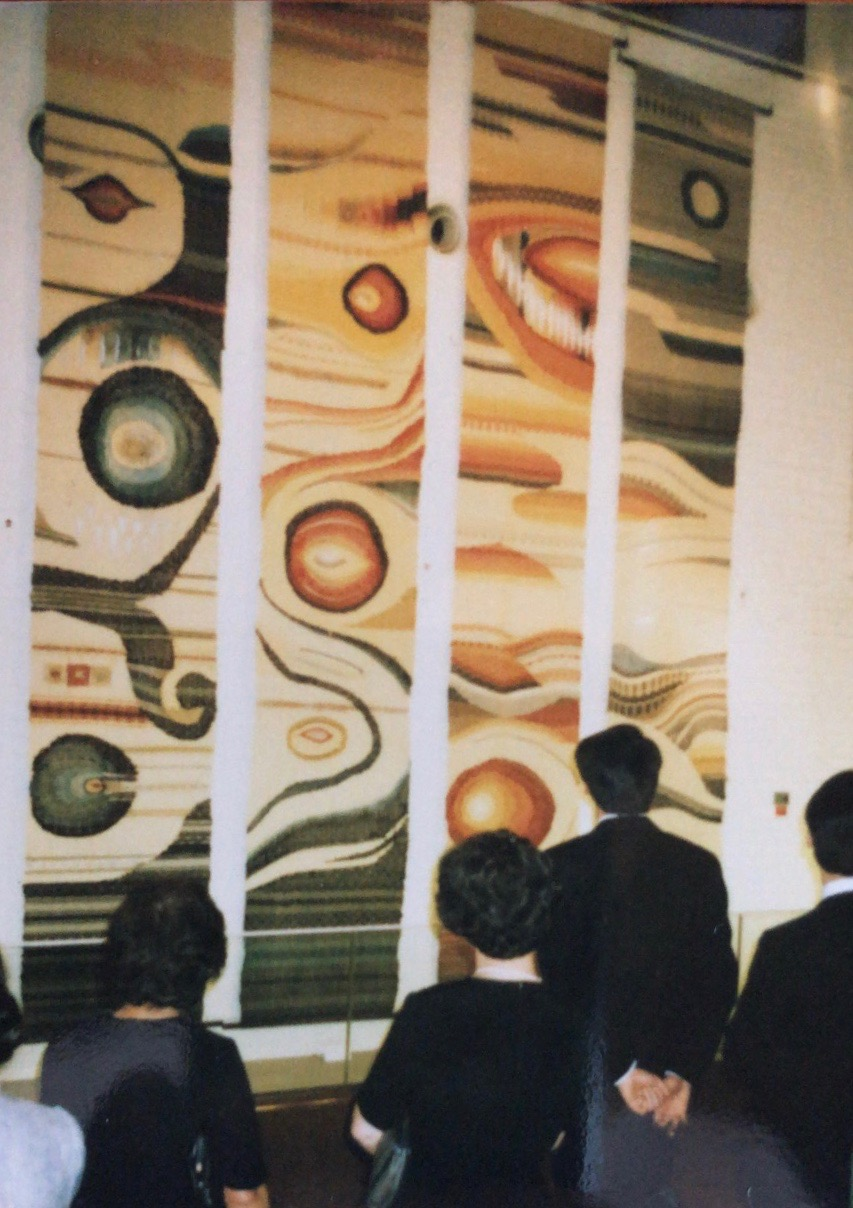
倉吉博物館 「吉田たすくの染織」展より 1989年6月25日〜7月2日開催

- 大正11年（1922年）4月9日、鳥取県倉吉市広瀬町の開業医、伊藤琢郎・久代の六男として生まれる
- 昭和15年（1940年）3月、鳥取県立倉吉中学校（現・鳥取県立倉吉東高等学校）卒業
- 昭和17年（1942年）4月、研数専門学校物理科に入学
- 昭和20年（1945年）9月、研数専門学校を卒業し倉吉へ帰郷。倉吉の芸術文化の中心であった「砂丘社」に参加。長谷川富三郎、河井寛次郎の影響で民藝運動に参加する
- 昭和21年（1946年）、機織りを始める。6月、吉田佐久子と結婚。吉田家の養子となる
- 昭和22年（1947年）1月、諸国民芸品の店「風土」を開店。長男・創之介が生まれる
- 昭和23年（1948年）、国画会工芸部に織物を出品、以後数年出品。
- 昭和25年（1950年）4月、倉吉町立倉吉西中学校（現・倉吉市立西中学校）の講師となる。休日と夜は織物の研究に没頭する。中学の美術教諭で織物の教育をはじめた最初の人物となる
- 昭和26年（1951年）6月、同校の教諭となり、図画・工作、理科を担当。次男・周之介誕生
- 昭和30年（1955年）頃、幻の織物「風通織」の研究を始める
- 昭和32年（1957年）、三男・公之介誕生
- 昭和35年（1960年）、沖縄へ織物研究に行く
- 昭和36年（1961年）大阪阪急百貨店にて「吉田たすく手織展」の第1回を開催。
  - この頃より大阪浪速短大非常勤講師として織物を教える
- 昭和38年（1963年）大阪たくみで個展。四男 圭之介誕生。たすく手織研究所を開く[4]。
- 昭和40年（1965年）、東京池袋・西武百貨店美術画廊で個展
- 昭和44年（1969年）、東京銀座・銀彩堂画廊で個展
- 昭和47年（1972年）インドネシアへ織物研究に行く
- 昭和49年（1974年）メキシコへ織物研究に行く
- 昭和50年（1975年）、東京銀座・越後屋画廊で個展（以後毎年開催）。『倉吉地方明治中期 そ志き織と風通織』を刊行。新匠工芸会展に「春」「夏」を出品し入選、佳作賞を受賞
- 昭和51年（1976年）、第31回新匠工芸会展に壁掛『秋』を出品し入選
- 昭和52年（1977年）第32回新匠工芸会展〈京都市美術館〉に壁掛『冬』（倉吉博物館蔵）を出品し、新匠工芸会賞を受ける
- 昭和56年（1981年）月間・染色α（染色と生活社）に「紬織のポイント」を連載
- 昭和57年（1982年）第37回新匠工芸会展〈京都市美術館〉に着物『水面秋色』『春秋』を出品。『水面秋色』で稲垣賞を受ける。新匠工芸会会員へ。昭和57年3月5日より昭和59年3月30日まで「染と織の万葉慕情」を日本海新聞に毎週寄稿（100偏）
- 昭和58年（1983年）、現代クラフト展（朝日新聞社）に招待出品
- 昭和61年（1986年）、東京有楽町・阪急百貨店で、吉田たすく・公之介 綾綴織（あやつづれおり）展開催
- 昭和62年（1987年）、鳥取県伝統工芸士に認定される。7月3日逝去。
- 平成元年（1989年）、3回忌に合わせ、倉吉博物館で「吉田たすくの染織」展が開催される。

## 参考文献

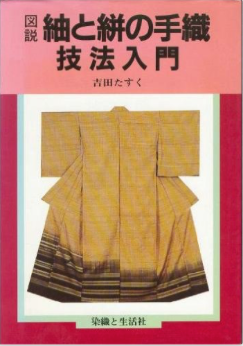
図説 紬と絣の手織技法入門

## 代表的な作品

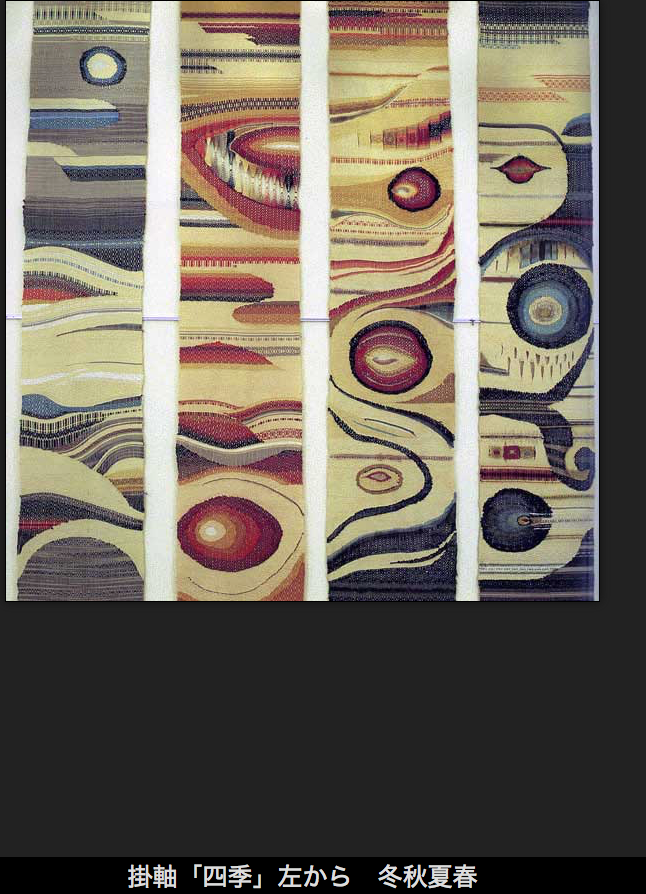
吉田たすく掛軸「四季」1974〜7年 左から 冬秋夏春 倉吉博物館蔵

- タペストリー「四季シリーズ」より「春」「夏」 新匠工芸会佳作賞1975年（倉吉博物館所蔵）
- タペストリー「四季シリーズ」より「秋」 1976年（倉吉博物館所蔵）
- タペストリー「四季シリーズ」より「冬」 新匠工芸会賞1977年（倉吉博物館所蔵）
- 絵羽着物「遠山」 1977年
- 綾綴帯「インカ文」 1978年
- 綾綴帯「かりがね」 1978年
- 着物『春秋』 1982年
- 着物『水面秋色』 1982年 新匠工芸会稲垣賞
- 絵羽着物「松風洗耳」 1983年
- 絵羽着物「州浜秋陽」 1983年
- 絵羽着物「州浜春風」 1983年
- 絵羽着物「なでしこ」 1985年
- 絣綾綴帯「ぼたん文」 1985年
- 綾綴帯「山水文」 1986年
- 綾綴唐草文絵羽 1986年
- 綾綴絵羽着物 1986年
- 綾綴帯「天離都（あまざかるひな）」 1986年

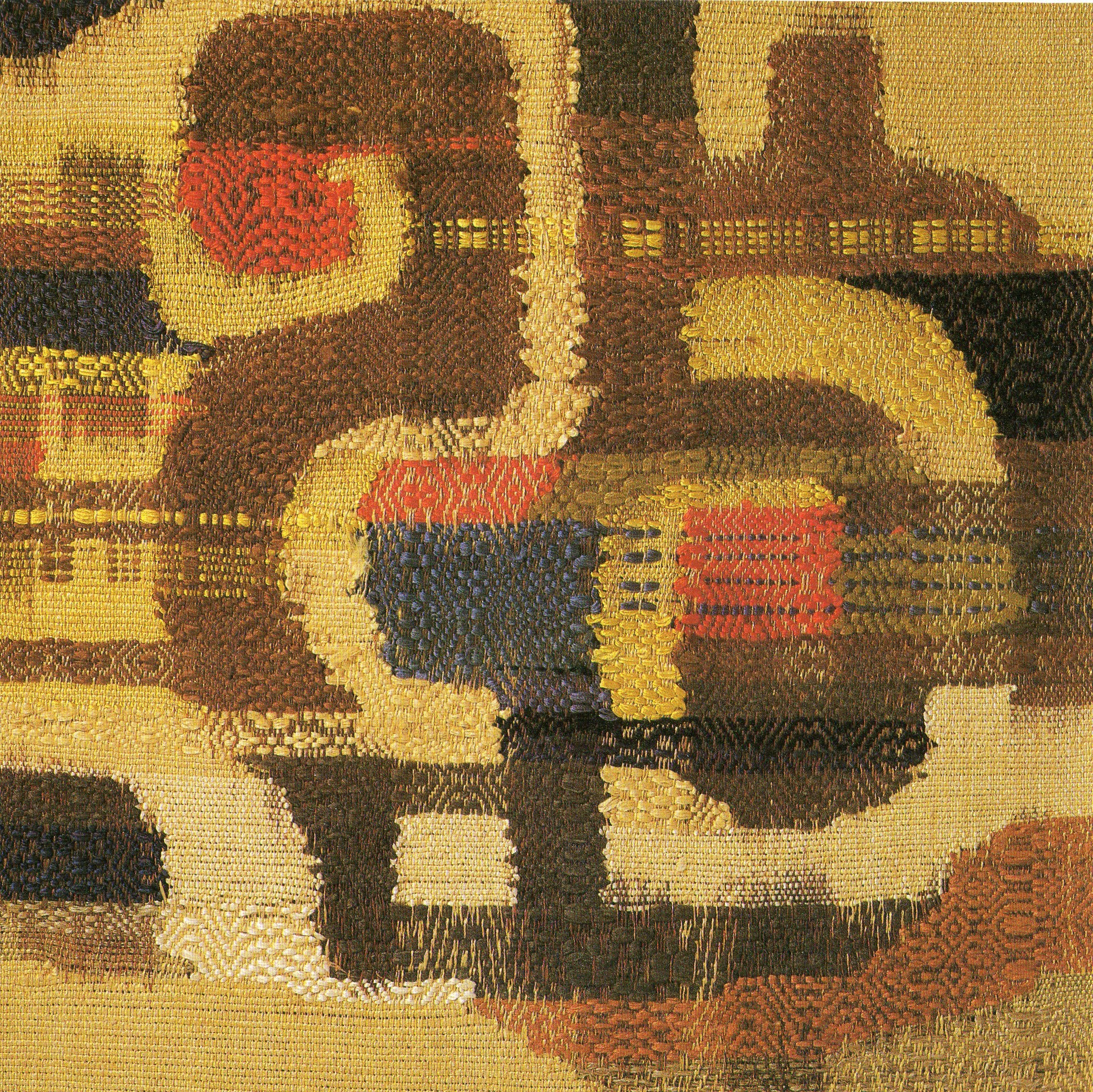
吉田たすく 綾綴帯「インカ文」 1978年
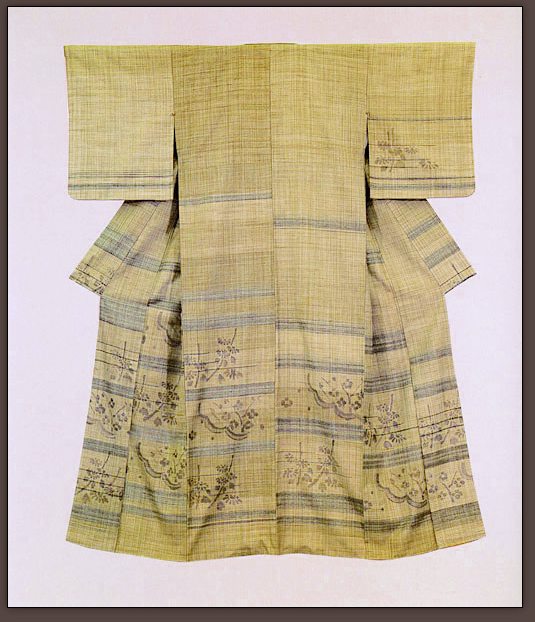
吉田たすく 絵羽着物「春秋」 1982年
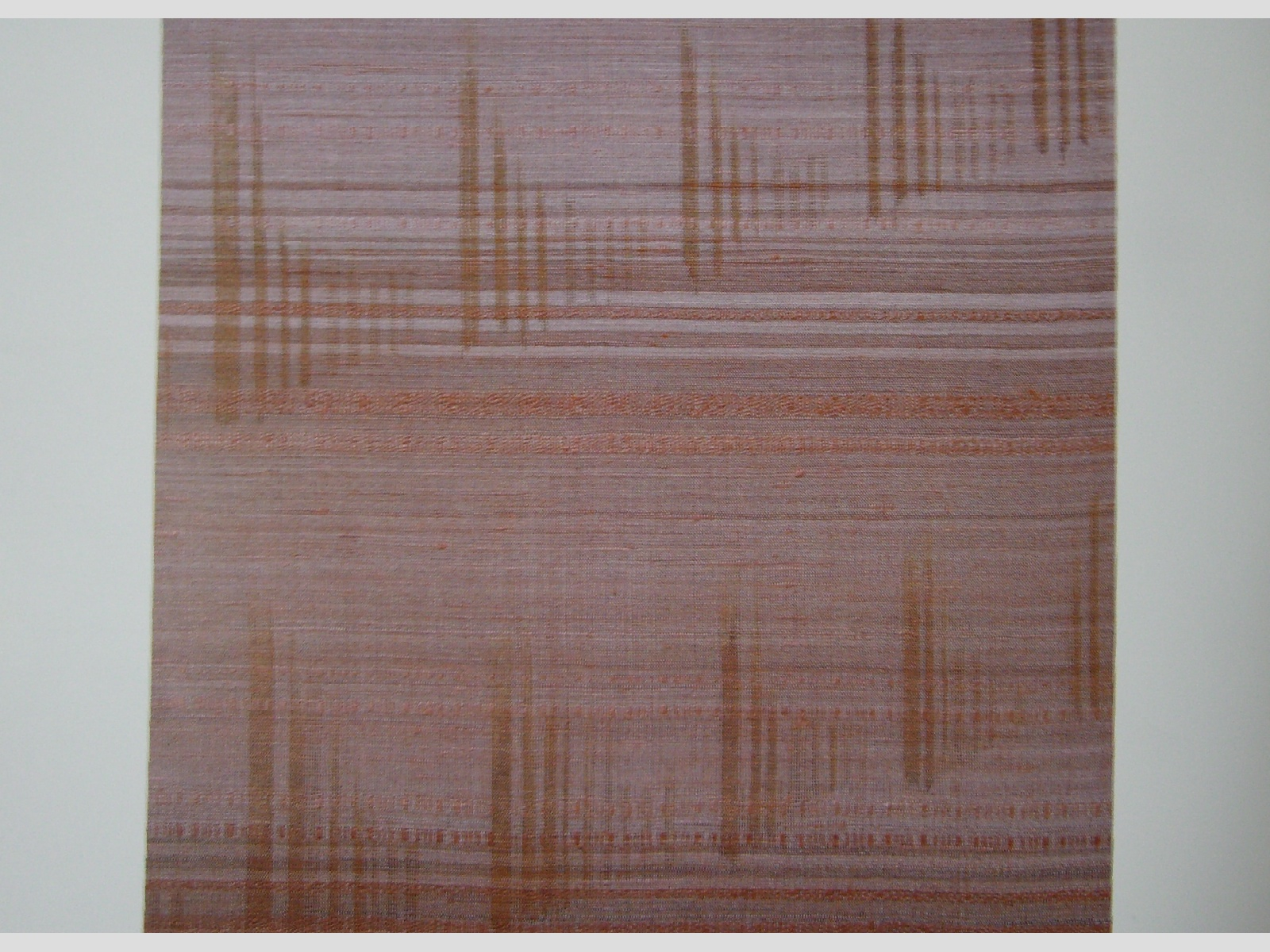
吉田たすく絵羽着物「水面秋色」部分 新匠工芸会稲垣賞
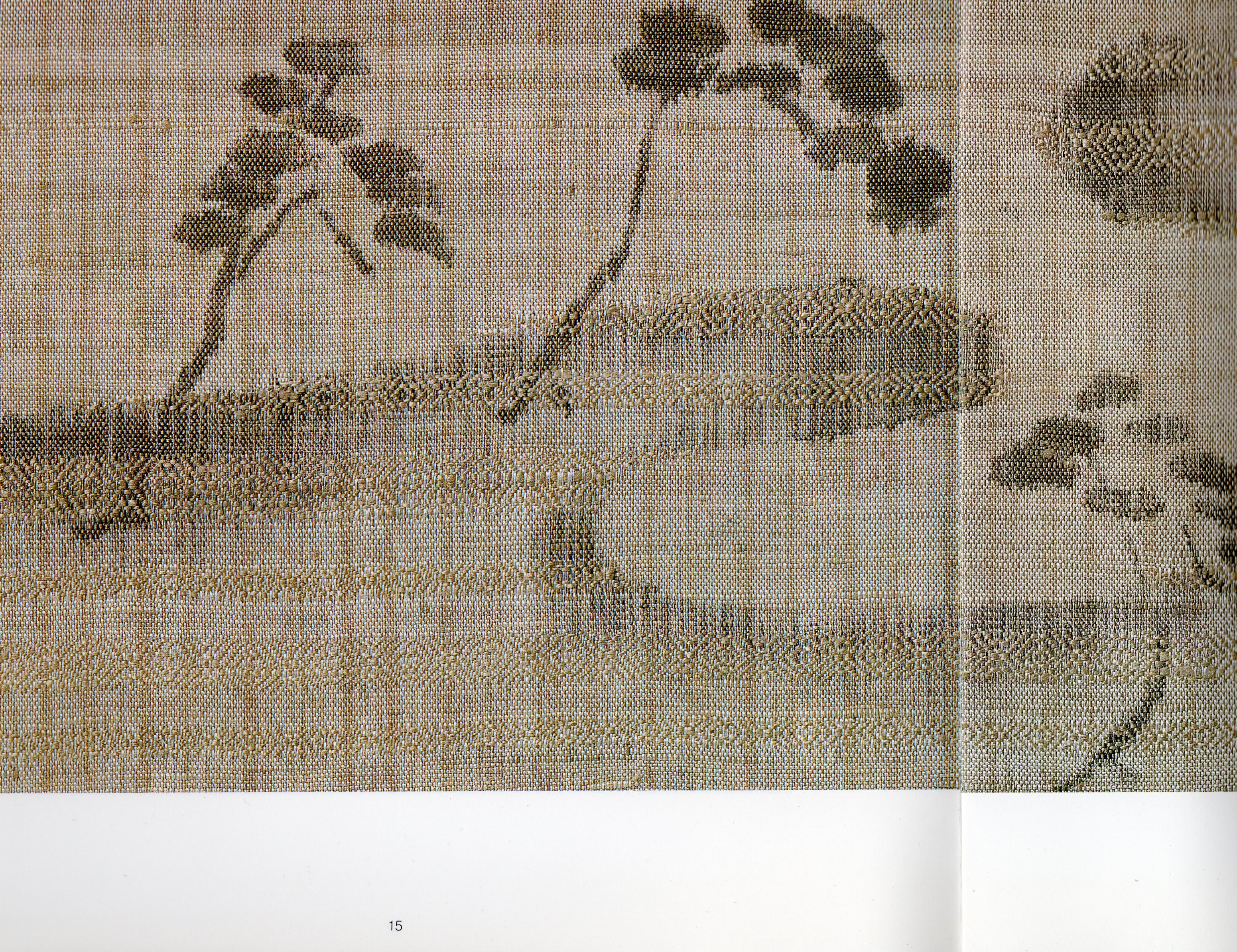
吉田たすく 絵羽着物「松風洗耳」部分2 1983年
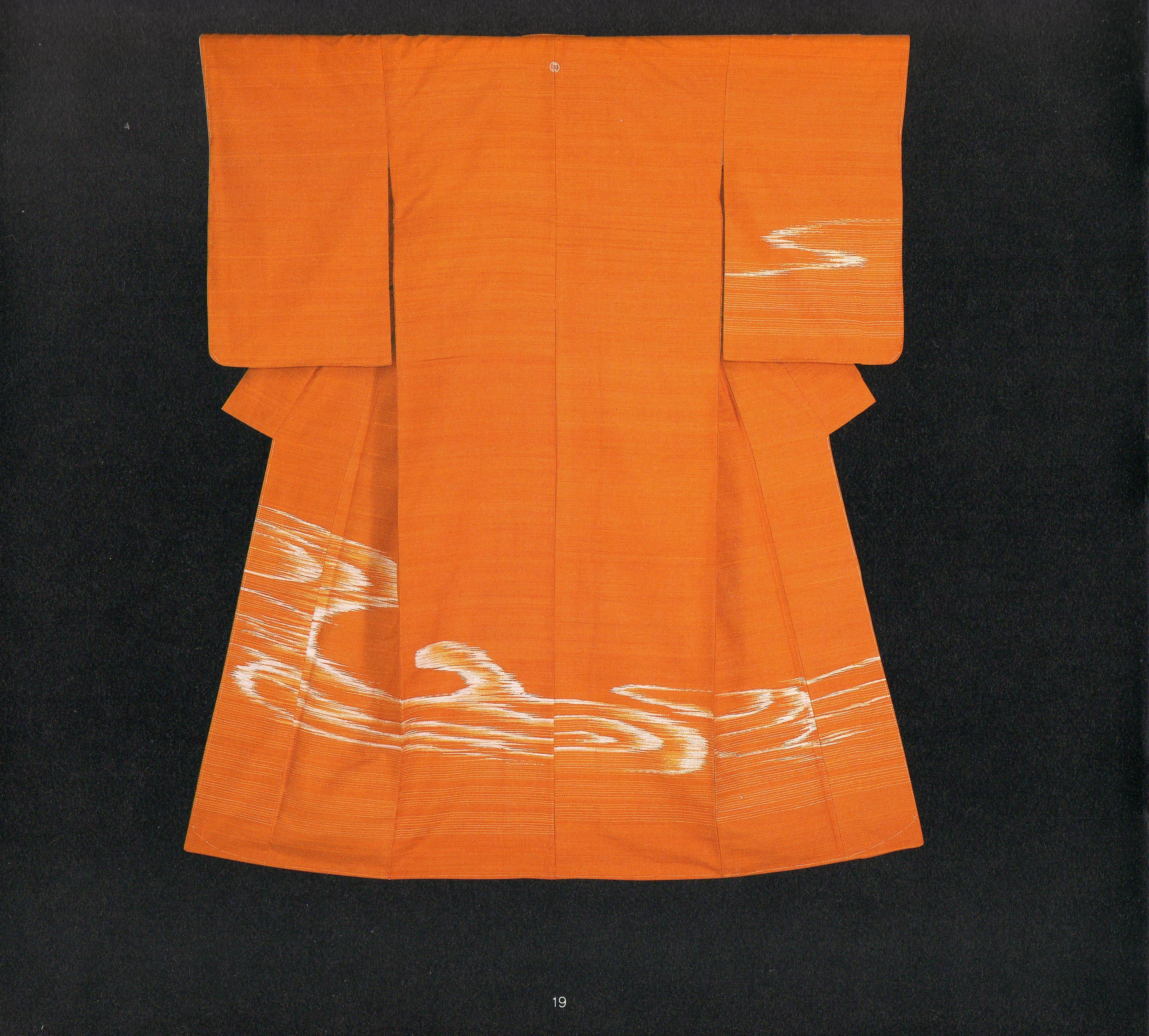
吉田たすく 絵羽着物「洲兵秋陽」2 1983年
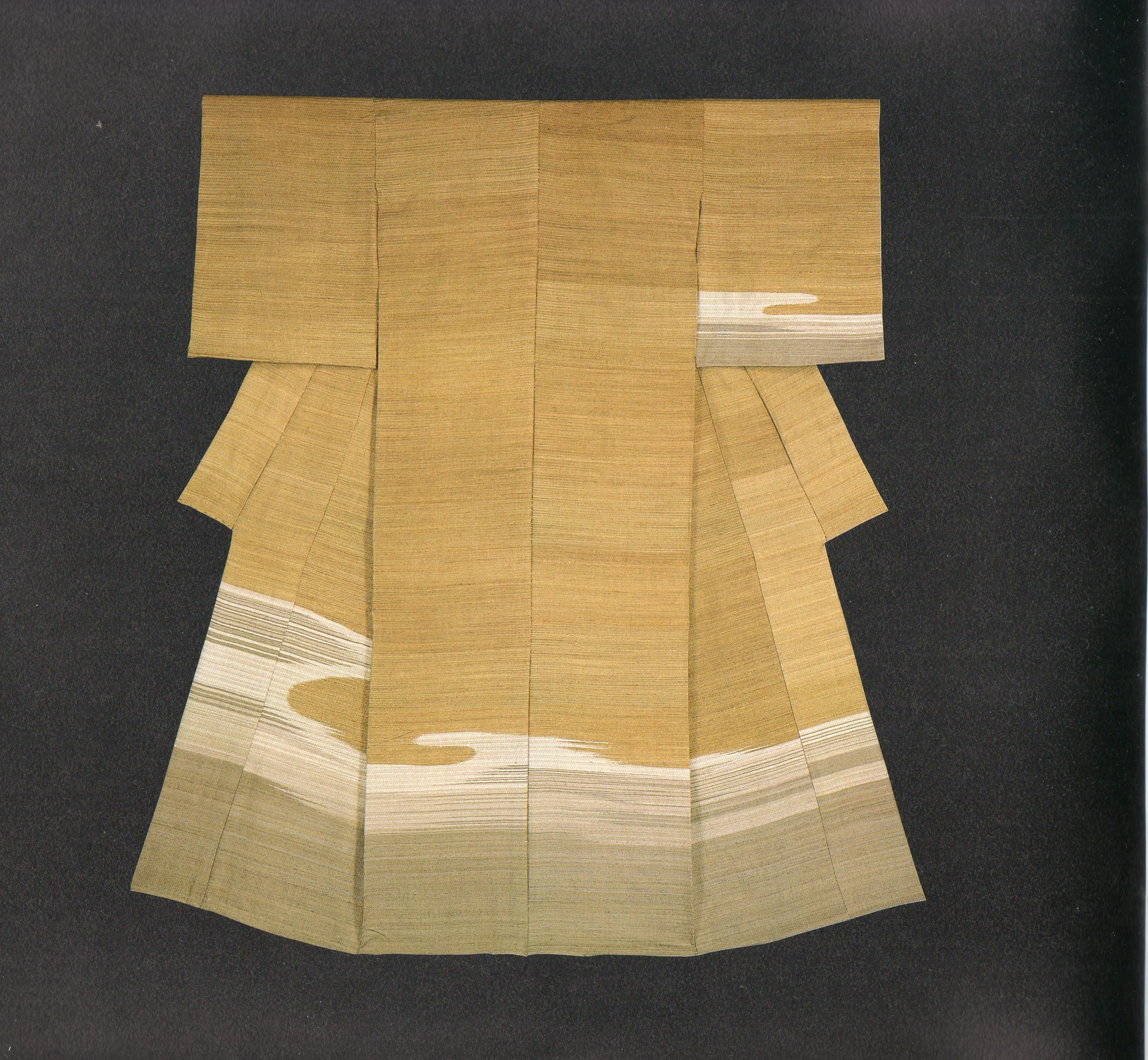
吉田たすく 絵羽着物「洲兵春風」2 1983年
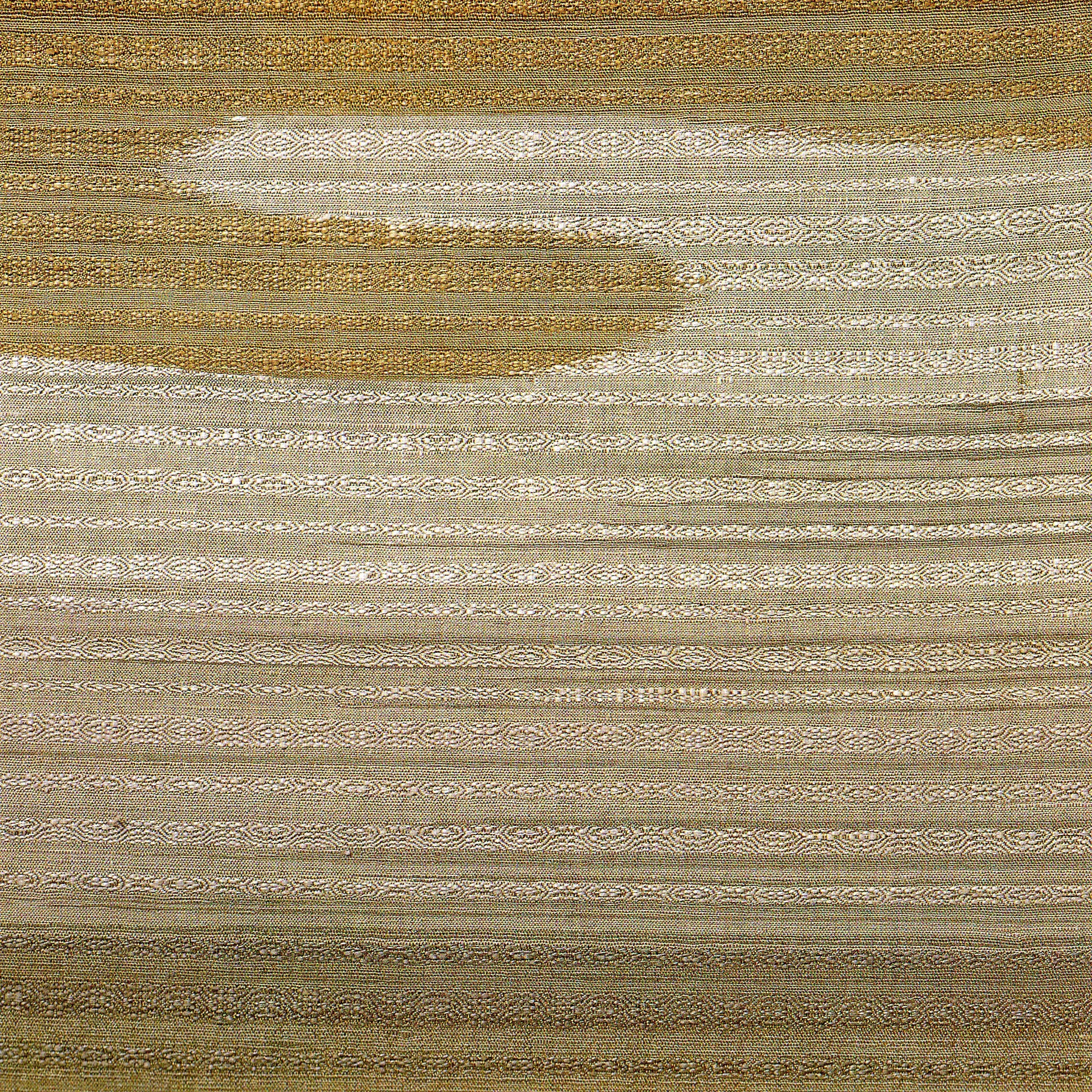
吉田たすく 絵羽着物「洲兵春風」部分 1983年
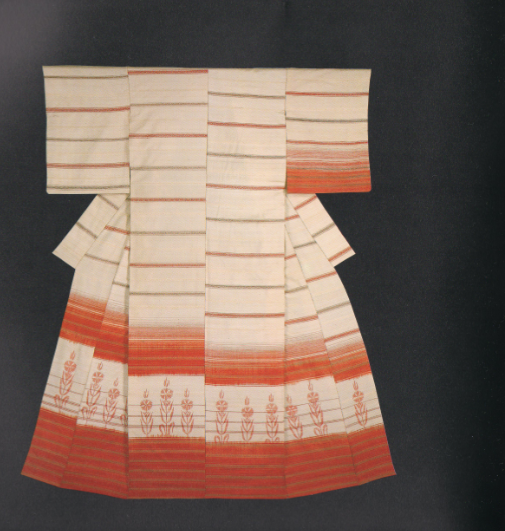
吉田たすく 絵羽織 なでしこ1985年
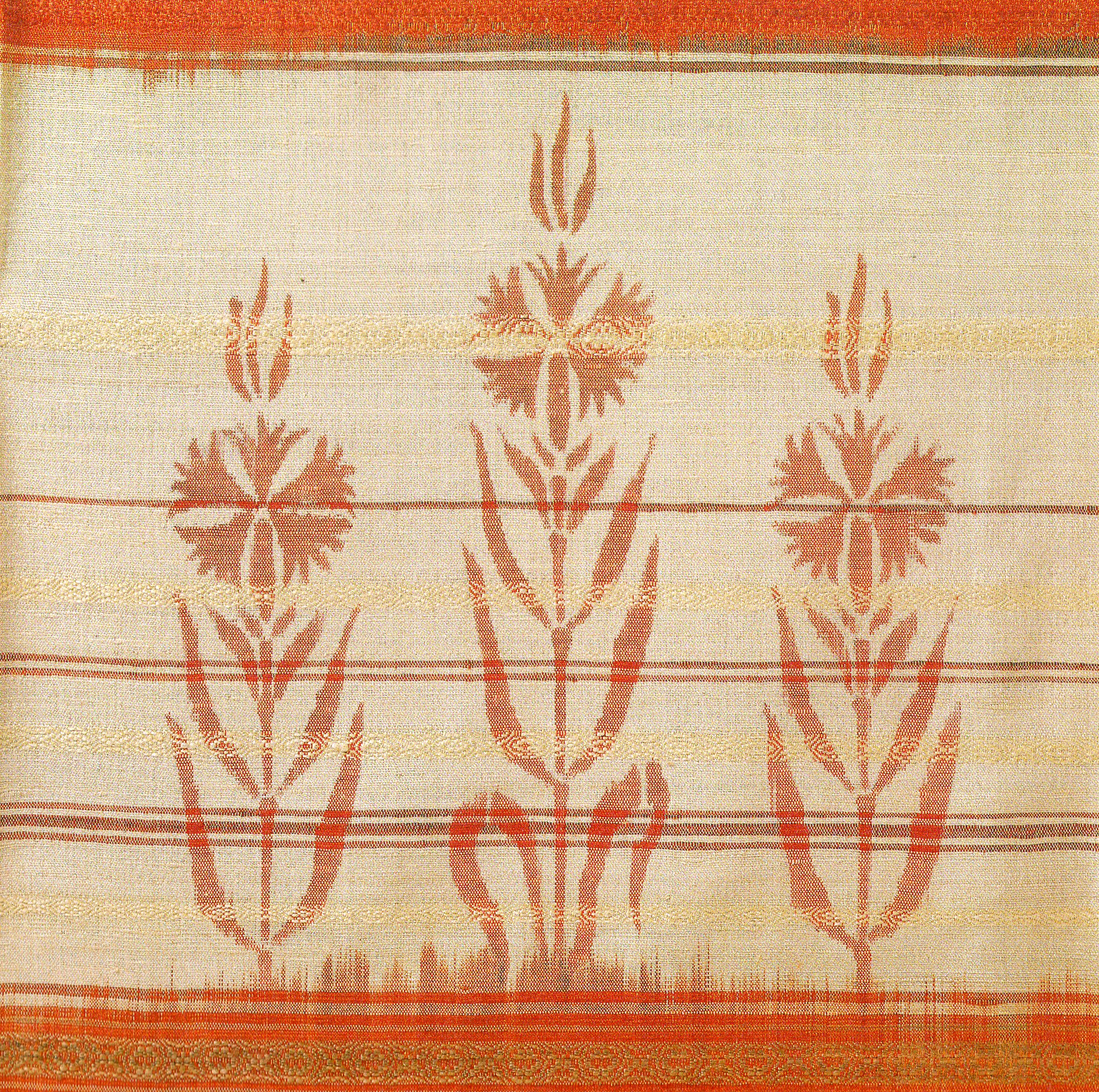
吉田たすく 絵羽織 なでしこ1985年部分
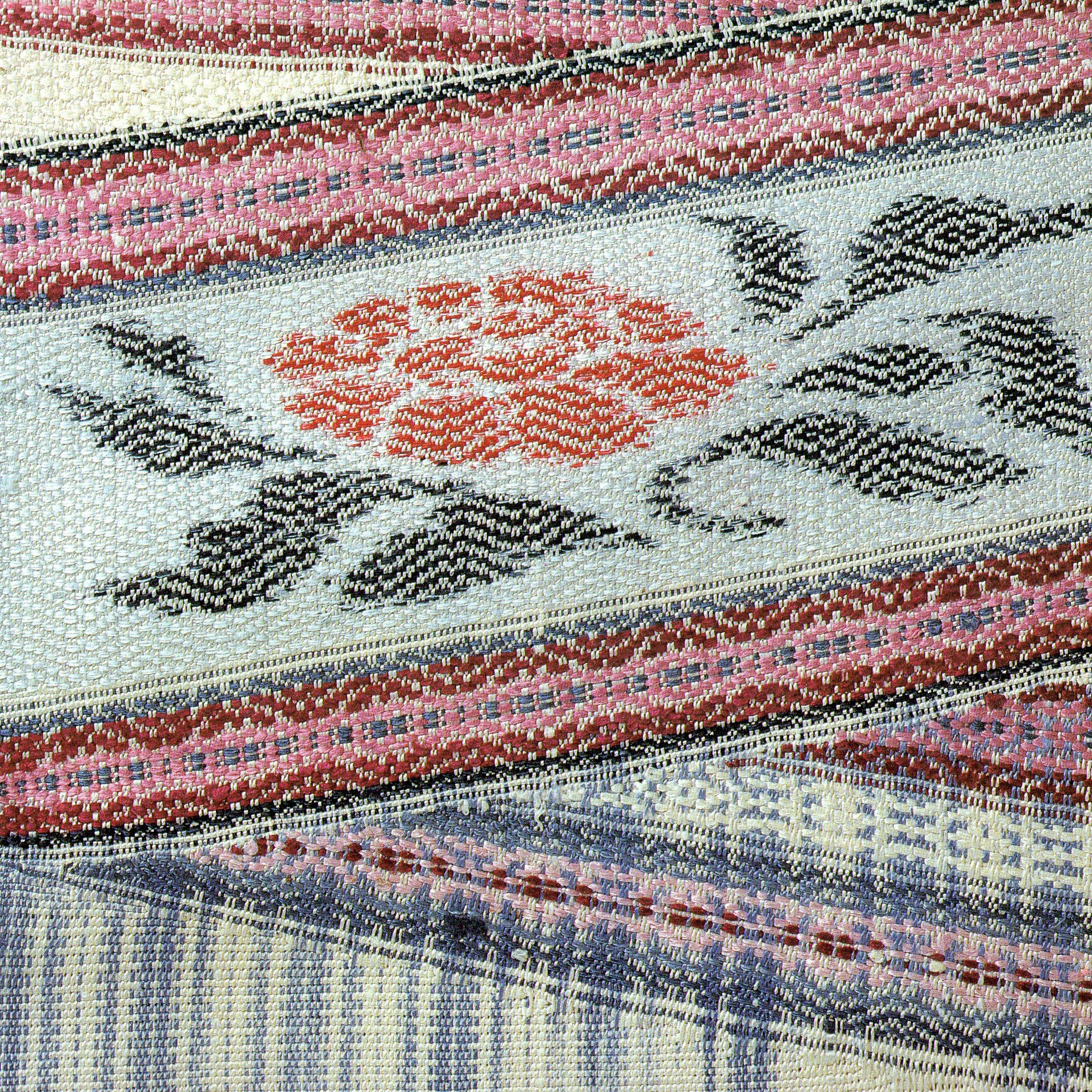
吉田たすく 綾綴帯「ぼたん文」部分 1985年
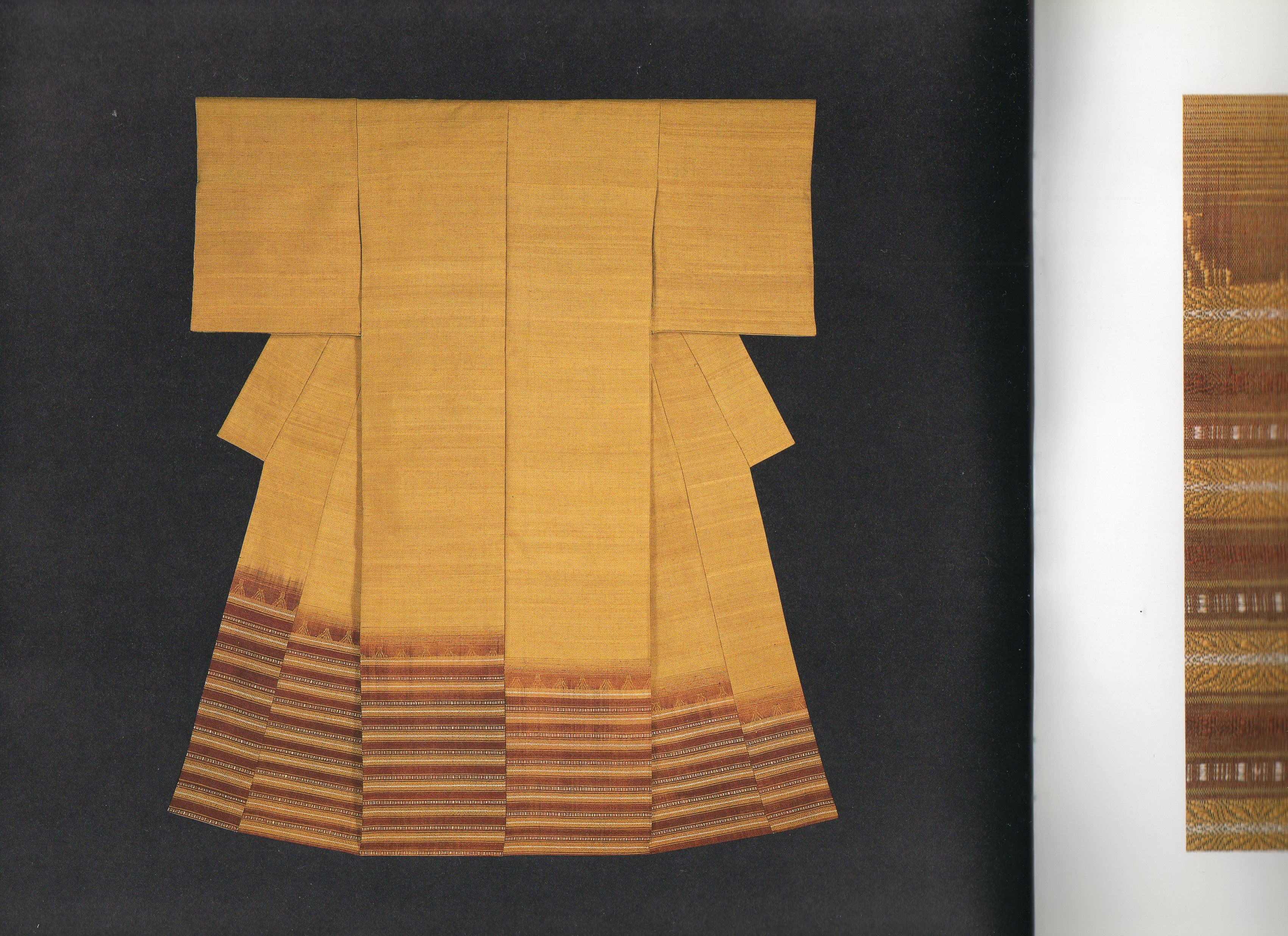
吉田たすく 綾綴紬絵羽着物 1986年
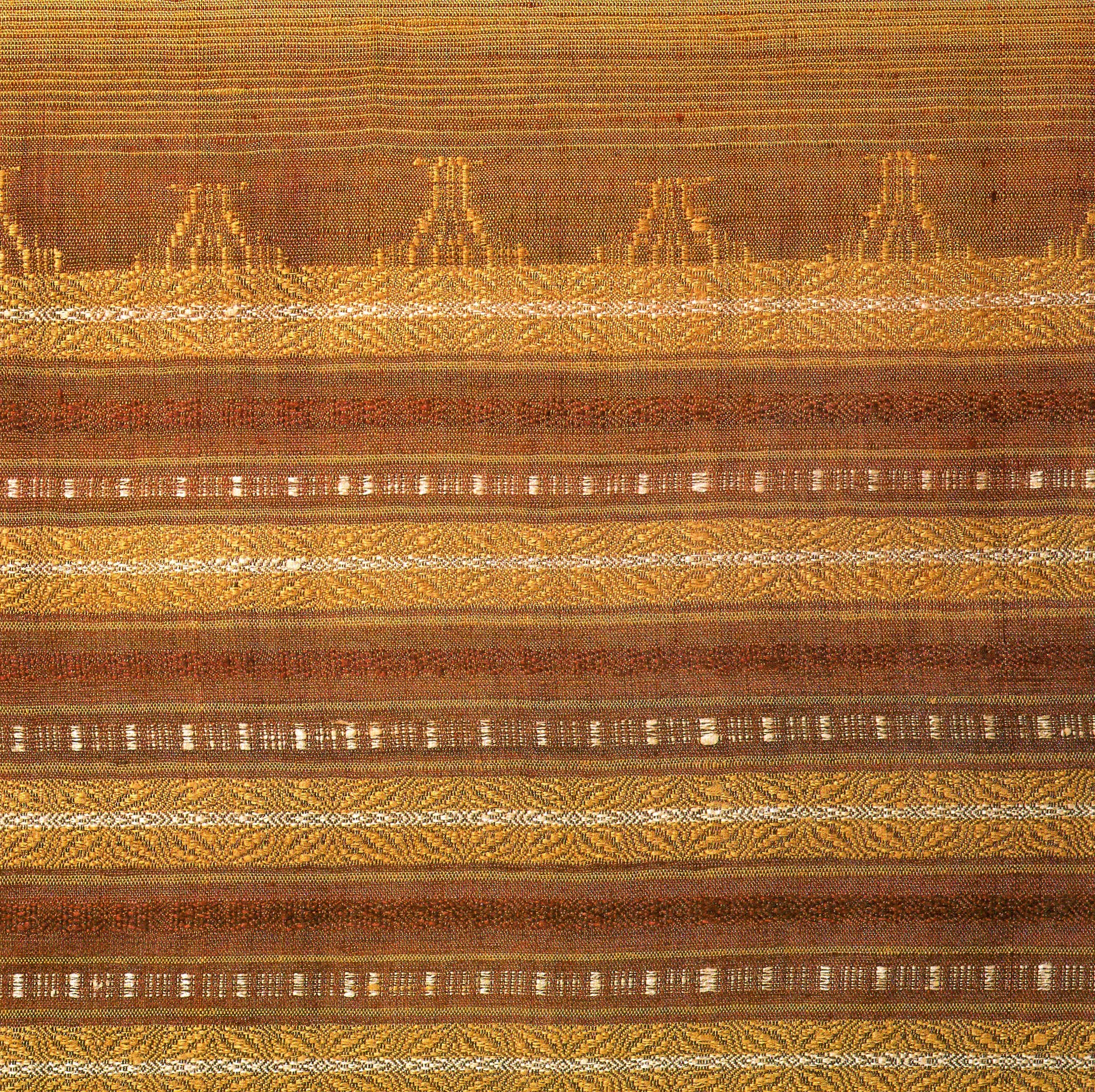
吉田たすく 綾綴紬絵羽着物 部分 1986年

## 代表的な著書と著述

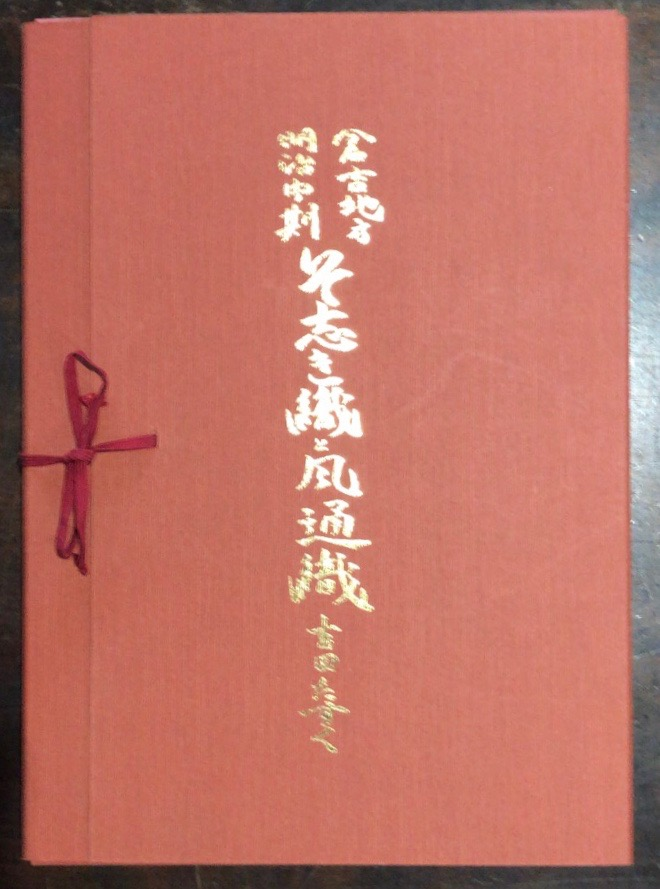
書籍 倉吉地方明治中期 そ志き織と風通織

- 「紬と絣の技法入門」刊行（1988年） 出版社: 染織と生活社 ISBN 4915374149
- 『倉吉地方明治中期 そ志き織と風通織』1988年7月3日発行吉田たすく一周年に刊行 具体的な織りと組織図等
- 図録『織』 吉田たすく・綾綴 昭和62年11月
- 「染と織の万葉慕情」を日本海新聞に毎週100回にわたって連載。昭和57年（1982年）3月5日ー昭和59年（1984年）3月30日
万葉集の中には「染」と「織」「衣」など織物に関するもの、さらにそれに恋を絡めたものを読んだものが沢山歌われているが、まず「古（いにしへ）に織りてし服（はた）をこの夕（ゆうべ） 衣（ころも）に縫いて君待つ我を」という歌を最初にのせ、「染」と「織」の言葉に託した万葉人の心に「たすく」の染めや織の作業に関することを交えながら思いをはせていくのである。更に挿絵も自分で描き雰囲気を盛り上げている。
二年にわたり書き込んでいき 最終回の連載100回目に「かにかくに 人は言ふとも織り継がむ 我が機物の 白き麻衣 （なんとか、かんとか人は言うけれど「たすく」は織りをつづけていきます。私の機で私なりの想いを込めて）」と書いて終了している。